# Spiritual Genocide
Spiritual Genocide — двенадцатый студийный альбом немецкой трэш-метал-группы Destruction, выпущенный 23 ноября 2012 года на лейбле Nuclear Blast. Его выход был приурочен к 30-летней годовщине группы. В честь этого Том Энджелриппер из Sodom и Андреас «Герре» Геремия из Tankard исполнили вокал для одной из песен альбома, а Гарри Вилкенс и Оливер «Олли» Кайсер, участвовавшие в Destruction во времена Mad Butcher (1987) и Release from Agony (1987), записали отдельную версию «Carnivore», которая присутствует на ограниченном издании альбома. Также в записи приняли участие другие бывшие участники коллектива — Томми Зандманн и Свен Форманн.
На песню «Carnivore» было снято музыкальное видео.

## Список композиций
Слова и музыка всех песен — Майк Зифрингер и Марсель Ширмер.
| №                   | Название                      | Длительность |
| ------------------- | ----------------------------- | ------------ |
| 1.                  | «Exordium» (инструментальная) | 1:03         |
| 2.                  | «Cyanide»                     | 3:21         |
| 3.                  | «Spiritual Genocide»          | 3:39         |
| 4.                  | «Renegades»                   | 3:55         |
| 5.                  | «City of Doom»                | 4:01         |
| 6.                  | «No Signs of Repentance»      | 3:24         |
| 7.                  | «To Dust You Will Decay»      | 4:21         |
| 8.                  | «Legacy of the Past»          | 4:50         |
| 9.                  | «Carnivore»                   | 4:28         |
| 10.                 | «Riot Squad»                  | 4:12         |
| 11.                 | «Under Violent Sledge»        | 4:09         |
| Общая длительность: | Общая длительность:           | 41:23        |

| №                   | Название                                 | Автор(ы)                             | Длительность |
| ------------------- | ---------------------------------------- | ------------------------------------ | ------------ |
| 12.                 | «Princess of the Night» (кавер на Saxon) | Бифф Байфорд, Грэм Оливер, Пол Куинн | 3:52         |
| 13.                 | «Carnivore» (особая версия)              |                                      | 4:28         |
| Общая длительность: | Общая длительность:                      | Общая длительность:                  | 49:51        |

| №                   | Название                          | Автор(ы)                      | Длительность |
| ------------------- | --------------------------------- | ----------------------------- | ------------ |
| 14.                 | «The Hammer» (кавер на Motörhead) | Лемми, Эдди Кларк, Фил Тейлор | 2:35         |
| Общая длительность: | Общая длительность:               | Общая длительность:           | 52:26        |

## Участники записи
Destruction
- Марсель Ширмер — вокал, бас-гитара
- Майк Зифрингер — гитара
- Вавжинец «Vaaver» Драмович — ударные, бэк-вокал

Приглашённые музыканты
- Том Энджелриппер (Sodom) — вокал на «Legacy of The Past»
- Андреас «Герре» Геремия (Tankard) — вокал на «Legacy of The Past»
- Гарри Вилкенс — гитарное соло на «Spiritual Genocide», «No Signs of Repentance», «Carnivore», бэк-вокал на «Spiritual Genocide», «City of Doom», гитара на «Carnivore» (особая версия)
- Оливер «Олли» Кайсер — бэк-вокал на «Spiritual Genocide», «City of Doom», ударные на «Carnivore» (особая версия)
- Ол Дрейк (Evile) — гитарное соло на «Renegades», «Legacy of the Past», «Princess of the Night»
- Томми Зандманн — бэк-вокал на «Spiritual Genocide», «City of Doom»
- Свен Форманн — бэк-вокал на «Spiritual Genocide», «City of Doom»

Производственный персонал
- Мартин Бухвальтер — запись ударных и вокала
- Майк Зифрингер — запись гитар и бас-гитары
- Энди Классен — сведение, мастеринг
- Гьюла Хаванчак — обложка